# Retribution (album Shadows Fall)
Retributon – szósty album studyjny amerykańskiej grupy muzycznej Shadows Fall, wydany 15 września 2009 nakładem Everblack Industries.

## Lista utworów
| 1.  | "The Path to Imminent Ruin"              | 01:13 |
|     |                                          |       |
| 2.  | "My Demise"                              | 06:59 |
|     |                                          |       |
| 3.  | "Still I Rise"                           | 03:57 |
|     |                                          |       |
| 4.  | "War"                                    | 03:40 |
|     |                                          |       |
| 5.  | "King of Nothing"                        | 04:15 |
|     |                                          |       |
| 6.  | "The Taste of Fear"                      | 04:08 |
|     |                                          |       |
| 7.  | "Embrace Annihilation"                   | 05:11 |
|     |                                          |       |
| 8.  | "Picture Perfect"                        | 03:55 |
|     |                                          |       |
| 9.  | "A Public Execution"                     | 06:07 |
|     |                                          |       |
| 10. | "Dead and Gone"                          | 06:35 |
|     | Utwory bonusowe na wydaniu Deluxe:       |       |
| 11. | "Bark at the Moon" (cover Ozzy Osbourne) |       |
|     |                                          |       |
| 12. | "Age of Quarrel" (cover Cro-Mags)        |       |
|     |                                          |       |
| 13. | "Critical Mass" (cover Nuclear Assault)  |       |
|     |                                          |       |
|     |                                          | 46:00 |
|     |                                          |       |

## Bonus DVD (Deluxe Edition)

### Utwory koncertowe
Live from Bonnaroo (Music & Arts Festival)
1. Failure of the Devout
2. A Public Execution
3. Thoughts Without Words

Live at The Crazy Donkey
4. The Power of I and I
5. Forevermore

### Nagrania instruktażowe
Guitar World
1. King of Nothing
2. Still I Rise
3. Tip: Alternate Picking
4. Tip: Downstroke
5. Tip: Leads
6. Tip: Vibrato

Drum Lesson
1. Still I Rise

## Single
- "King of Nothing" (2009)[2]
- "Still I Rise" (2009)[3]
- "Bark at the Moon" (2010, Ferret Music)[4]

## Teledyski
- Still I Rise

## Twórcy
Skład zespołu
- Brian Fair – śpiew
- Jonathan Donais – gitara prowadząca, wokal wspierający
- Matthew Bachand – gitara rytmiczna, wokal wspierający
- Paul Romanko – gitara basowa
- Jason Bittner – perkusja

Inni
- Chris "Zeuss" Harris – producent muzyczny
- Elvis Baskette – produkcja wokaliz
- Randy Blythe (Lamb of God) – gościnnie śpiew w utworze "King of Nothing"
- Sons of Nero – projekt okładki

## Inne informacje
- Utwór "War" zawiera słowa wypowiedziane przez władcę Etiopii, Haile Selassie I przed Zgromadzeniem Ogólnym ONZ w 1963 roku. Są one rozpoznawalne bardziej za sprawą utworu pod tym samym tytułem grupy Bob Marley & The Wailers.
- Teledysk "Still I Rise" zawiera podobieństwa do wideoklipu "Attitude" grupy Sepultura.
- Utwór "Bark at the Moon" autorstwa Ozzy Osbourne został opublikowany pierwotnie na albumie Bark at the Moon (1983).
- Utwór "Hard Times" grupy Cro-Mags wydano pierwotnie na albumie The Age of Quarrel (1986).
- Utwór "Critical Mass" grupy Nuclear Assault wydano pierwotnie na albumie Handle with Care (1989).